# 女池さゆり
女池 さゆり（めいけ さゆり、1988年9月10日 - ）は、日本のAV女優。
身長：163cm 、スリーサイズ：B 98cm W 67cm H 98cm。血液型 A型。
趣味・特技:料理。

## 略歴
2008年11月に『悩殺BODY×ギリモザ 新人ギリモザ』AVデビュー。

## 作品

### アダルトビデオ
2008年
- 悩殺BODY×ギリモザ 新人ギリモザ（11月19日、エスワン）
- 悩殺BODY×ギリモザ 無限絶頂! 激イカセFUCK（12月19日、エスワン）

2009年
- 悩殺BODY×ギリモザ 絶叫! ビッグマグナムFUCK（1月19日、エスワン）
- 悩殺BODY×ギリモザ バコバコ乱交（2月19日、エスワン）
- 悩殺BODY×ギリモザ さゆりの美尻じっくり見せてあげる（3月19日、エスワン）
- ガッツリ欲しがるカラダ（4月5日、ワープエンタテインメント）
- エロ一発妻 18（4月11日、プレステージ）
- 女池さゆりの初めての真正中出し（4月25日、モブスターズ）
- 完全独占 プライベートSEX（5月1日、ワンズファクトリー）
- E-BODY（5月13日、E-BODY）
- 女子大生強制中出し インテリ女子大生に無理やり中出し（5月15日、ハヤブサ）共演:早乙女ルイ、雪見紗弥、鈴木茶緒、あすかみみ
- イカせ!潮!潮!潮!そして黒人FUCK!7（5月21日、サディスティックヴィレッジ）
- ウチの社長はちょ～悩殺ちょ～ボイン Gカップ93cm（5月29日、チェリーズ）
- オフィスレディ ドット ボディ OL . NICE-BODY（6月3日、GLAY'z）
- 痴女と精子 奥様はザーメン愛好家（6月13日、MOODYZ）
- おっぱい!大好き!! 2（6月15日、ハヤブサ）共演:雪乃、宝生優果、神田ゆりあ、芽衣奈
- イキすぎてゾンビ状態!（6月19日、乱丸）
- Vip★Star STAGE 8（6月26日、クリスタル映像）
- 団地妻寝盗られ中出しレイプ（7月10日、TMA）共演:青山さつき、有沢実紗、黒木真夕
- 現役OLの裏バイト 17（7月17日、S級素人）
- 人妻緊縛競泳水着 2（7月17日、グレイズ）共演:青山さつき
- THE 流出! S級女優の過去をすべて暴露する!（8月1日、ワンズファクトリー）
- こだわりの手コキ 4時間SP 13 35人のハンドメイド（9月15日、ハヤブサ）共演:山内沙耶香、蒼木ゆきな、倖田みらい、浅岡沙希、飯島くらら、ERIKA、宝生優果、七瀬ゆうり、君野ゆめ、雪乃、桜庭彩、大塚咲、若菜、辻本りょう、南りん、花木あのん、星野あや、樺月愛華 、有馬ゆあ、ほしのさり、中根あゆみ、稲森よしみ、神田ゆりあ、二宮せりな、稲森しほ、比奈田じゅん、岡田あい、中村シノ、林このみ、西村アキホ、芽衣、成島りゅう

2010年
- 露出レイプ中出し 4（1月15日、ハヤブサ）共演:雪乃、宝生優果、神田ゆりあ、芽衣奈
- 4時間×1980円×人気沸騰着エロ娘×3人（3月16日、スターゲート）共演:坂井優羽、さくら美癒
- 4時間×1980円×すっぴん美女×3人（4月16日、スターゲート）共演:小坂めぐる、水森あおい
- インテリ女子大生を犯して中出し（5月25日、ハヤブサ）共演:早乙女ルイ、雪見紗弥、あすかみみ

2011年
- エロい!!カワいい!!女を無理やり犯す（5月25日、ハヤブサ）共演:早乙女ルイ、あすかみみ、樺月愛華、有馬ゆあ、大槻ひびき、稲森しほ、岡田あい、藤谷りこ、蒼木ゆきな、星野あや、愛璃みい、川上ゆう、君野ゆめ、瀬名えみり、折原まみ、森乃しずく、他7名
- 人妻緊縛競泳水着 980（7月15日、グレイズ）共演:黒木麻衣、青山さつき、黒木真夕、有沢実紗
- 人妻専門 4時間 Vol.06（8月19日、グレイズ）共演:結城みさ、鈴香音色、高橋ひとみ、速水怜、大塚咲、有沢実紗、桜みちる、叶麗子、愛音ゆり、篠原由香子、他17名
- 「巨乳ギャルだけを狙って犯す」（9月7日、GLAY’z IMPACT）共演:有馬ゆあ、蒼木ゆきな、須真杏里、桜井エミリ、たまき、神楽ゆい、逢沢なお、愛菜りな、雪見紗弥、真田春香、綾瀬メグ、佐伯奈々、国見奈々、仲村ろみひ、辻さき、渋谷梨果、涼宮ラム、稲森しほ、三上リオン、片岡梨沙、深田梨菜、石川みずき、明佐奈、ERIKA